# Nicholas Strong
Nicholas Strong est un acteur américain. Originaire d'Indiana, il a grandi à Louisville.

## Biographie
Nicholas Strong a commencé à jouer dans des productions locales. Au début de son adolescence il développe un amour pour la comédie qui l’amène à poursuivre un diplôme de théâtre à l’université Balle State.
Il déménage à Los Angeles et continue son travail théâtral, recueillant des éloges pour son rôle de Chris dans "What Would Jimmy Buffet Do?"

## Filmographie

### Cinéma
- 2010 : Nick of Time : Nick

### Télévision
- 2012-2013 : Nashville : JT (8 épisodes)
- 2013 - 2014 : Under the Dome : Phil Bushey
- 2013 : The Office